# 佐々木治樹
佐々木 治樹（ささき はるき、1953年、）東京六大学野球選手（野手）。右投右打。慶應義塾大学硬式野球部所属。

## 来歴
- 宮城県大崎市古川出身。大崎市立古川中学校、宮城県古川高等学校、慶應義塾大学法学部卒業。高校時代（宮城県古川高等学校）硬式野球部に所属、ポジションはサード。1971年（昭和46）年夏の宮城県県大会優勝、東北大会決勝では「小さな大投手」と言われた田村隆寿選手を擁する磐城高校に敗れ準優勝し惜しくも甲子園出場はならなかった。「鉄壁の守備」を誇る磐城高校はその後、甲子園で準優勝した。高校卒業後、慶應義塾大学法学部に進学。硬式野球部に所属し、慶早戦で満塁ホームランを放ち、法政大学の江川卓から一塁打を打つなど当時の東京六大学野球リーグで活躍した。同期には元NHK解説者、元慶応大学野球部監督の鬼嶋一司がいる。